# Palazzo di Giustizia (Istia d'Ombrone)
Il Palazzo di Giustizia di Istia d'Ombrone è uno storico edificio dell'omonima località del comune di Grosseto.

## Storia
Il palazzo fu costruito nel corso del XV secolo, quando il paese era sotto la giurisdizione della Repubblica di Siena, inglobando nella parete esterna un tratto della cinta muraria di Istia d'Ombrone.
L'edificio divenne sede del Podestà e centro dell'amministrazione cittadina, ed è ricordato come il principale edificio pubblico in vari documenti di epoche diverse.
Il fabbricato fu ristrutturato nel corso del XVII secolo, ma ciò non evitò all'edificio il degrado dei secoli successivi dovuto allo spopolamento del centro a causa della malaria.
Tra la fine del XIX e gli inizi del XX secolo, una serie di interventi hanno permesso di salvare la costruzione, in stato di conservazione non buono, da eventuali demolizioni. Il risultato fu una parziale alterazione degli originari elementi stilistici e la suddivisione dell'antico palazzo in più unità abitative.

## Descrizione
Il Palazzo di Giustizia di Istia d'Ombrone, addossato su un lato alla Porta Grossetana, presenta strutture murarie in pietra, con alcune finestre che si aprono su più livelli.
La facciata esterna presenta nella parte alta sotto il tetto un caratteristico loggiato a sei ordini.